# رؤوفين شريف
رؤوفين شريف هو سياسي إسرائيلي، ولد في 7 أبريل 1903 في كومرات في مولدوفا، وتوفي في 6 يوليو 1989 في إسرائيل. نشط حزبياً في ماباي. وقد انتخب عضو الكنيست ‏ (14 فبراير 1949 – 15 أغسطس 1955).